# Kafoudougou-Bambarasso
Kafoudougou-Bambarasso est une localité du centre de la Côte d'Ivoire, et appartenant au département de Dabakala, Région de la Vallée du Bandama. La localité de Kafoudougou-Bambarasso est un chef-lieu de commune.

## Histoire
Louis-Gustave Binger y passe le samedi 26 janvier 1889. Il écrit : « On l'appelle indifféremment Dombasou, Dakhara ou Kaffoudougou. [...]. Dakhara n'est pas de création récente, à en juger par ses habitations délabrées et les ordures entassées à portée du village ; aussi le séjour n'en est-il pas précisément agréable »